# Badminton ai I Giochi giovanili dell'Asia dell'est
Le competizioni di badminton ai I Giochi giovanili dell'Asia dell'est si sono svolte dal 17 al 20 agosto 2023 ad Ulan Bator, in Mongolia.

## Podi
| Evento              | Oro                     | Argento                   | Bronzo                         |
| Singolare maschile  | Hu Zhean                | Wang Zijun                | Lam Tsz To                     |
| Singolare maschile  | Hu Zhean                | Wang Zijun                | Cho Hyeon-woo                  |
| Singolare femminile | Xu Wenjing              | Kim Min-ji                | Kim Min-sun                    |
| Singolare femminile | Xu Wenjing              | Kim Min-ji                | Dai Qinyi                      |
| Doppio maschile     | Xu Huayu Zhu Yijun      | Lee Jong-min Park Beom-su | Cho Hyeon-woo Jang Jae-woong   |
| Doppio maschile     | Xu Huayu Zhu Yijun      | Lee Jong-min Park Beom-su | Hu Zhe An Liao Pin Yi          |
| Doppio femminile    | Park Seul Yeon Seo-yeon | Li Huazhou Zhang Yuhan    | Kim Min-ji Kim Min-sun         |
| Doppio femminile    | Park Seul Yeon Seo-yeon | Li Huazhou Zhang Yuhan    | Chung Chia-en Huang Tzu-ling   |
| Doppio misto        | Liao Pinyi Zhang Jiahan | Zhu Yijun Li Huazhou      | Lee Jong-min Yeon Seo-yeon     |
| Doppio misto        | Liao Pinyi Zhang Jiahan | Zhu Yijun Li Huazhou      | Yang Shang-fong Jheng Yu-chieh |